# Enzo Baldoni
Enzo Baldoni (Città di Castello, 8 ottobre 1948 – Iraq, 26 agosto 2004) è stato un giornalista e blogger italiano.

## Biografia
Baldoni svolgeva principalmente l'attività di copywriter presso la propria società, Le Balene Colpiscono Ancora. Accanto al lavoro (svolto, tra gli altri, per McDonald's, Bic e Gillette), si occupava dell'agriturismo di famiglia a Preci, di insegnamento presso l'Accademia di comunicazione di Milano (da lui co-fondata nel 1988), e del lavoro presso l'Art Director's Club milanese. Svolgeva inoltre volontariato presso la Croce Rossa.
Tra le passioni anche quella dei fumetti, di cui era un traduttore appassionato e accanito lettore. Tra le edizioni italiane da lui curate figurano le strisce a fumetti prodotte dal francese Gérard Lauzier e dagli statunitensi Garry Trudeau e Frank Miller. Partito dalle colonne delle riviste Linus e Corto Maltese, e inseguendo la propria passione per i viaggi, si ritrovò in breve tempo a scrivere di terzomondismo, guerriglieri, e situazioni estreme, seguendo il proprio pacifismo. Collaborò con Diario, Specchio della Stampa, il Venerdì di Repubblica e altri periodici. Fra le sue passioni più tarde, Internet e i blog, ai quali dava un taglio giornalistico e dissacrante.
In Iraq come giornalista freelance, venne rapito presso Najaf il 21 agosto 2004 dall'Esercito islamico dell'Iraq, una sedicente organizzazione fondamentalista musulmana ritenuta genericamente legata ad al Qaida. Dopo un ultimatum all'Italia per il suo ritiro di tutte le truppe entro 48 ore, venne ucciso: la data esatta e il luogo della morte non sono però mai stati accertati. Nel luglio 2005 la Croce Rossa entrò in possesso di un frammento di osso che si pensò potesse appartenere al corpo di Baldoni; questa ipotesi venne confermata il mese successivo con i risultati delle analisi del DNA eseguite dal Reparto investigazioni scientifiche (RIS) dei Carabinieri. I resti del cadavere di Baldoni vennero riportati in Italia solo nell'aprile 2010, a quasi sei anni dal suo omicidio. I funerali si svolsero il 27 novembre 2010 a Preci, nella chiesa di Santa Maria della Pietà, e in seguito fu sepolto nel cimitero di Saccovescio a Preci.

### Utilizzo dei blog
Tra i primi italiani a ricorrere al blog, associò la sua conoscenza del mondo pubblicitario in termini di comunicazione efficace, concisa e corretta, alla sua esperienza nell'utilizzo delle tecniche informatiche e delle dinamiche delle comunità virtuali. Era solito far passare concetti crudi in forma lieve e dissacrante. Usava accompagnare i testi dalle numerose fotografie di cui generalmente era autore egli stesso, nelle vesti di fotoreporter.
I suoi blog hanno spaziato da Timor Est alla Colombia, da Cuba all'Iraq.
Il suo nickname nel mondo digitale e nei suoi blog era Zonker, preso dall'omonimo personaggio della striscia fumettistica Doonesbury di Trudeau, del quale Baldoni curava la traduzione italiana. La più famosa mailing list da lui creata si chiama infatti Zonker's Zone.

### L'eventualità di morire in Iraq
In nessun blog aveva postulato come possibile la propria morte in uno dei suoi viaggi, ma il primo giorno di attività del suo blog iracheno (Bloghdad), scrisse:
Sulla morte e anche sul suo funerale Baldoni ritornò più volte, sia in e-mail personali che successivamente sono state diffuse, sia in dichiarazioni pubbliche. Come per esempio in un intervento nella mailing list che gestiva:

## Omaggi
- Nel 2005 la Provincia di Milano ha istituito in sua memoria (e di altri reporter italiani caduti) il premio giornalistico Enzo Baldoni.[9]
- Nel maggio 2006 Samuele Bersani gli ha dedicato la canzone Occhiali rotti contenuta nel suo album L'aldiquà. Nell'aprile 2007 il brano ha vinto il "Premio Amnesty Italia" indetto da Amnesty International.[10]
- Il cantautore Alessio Lega ha dedicato a Baldoni una canzone dal titolo Zolletta (lettera a Enzo G. Baldoni).[11]
- Nel maggio 2009 Daniele Biacchessi ha scritto la storia di Enzo Baldoni nel suo libro Passione reporter.[12]
- Il 2 novembre 2024 il suo nome è stato scritto nel famedio del cimitero monumentale di Milano.[13]

### Vie dedicate a Enzo Baldoni
- Via Enzo Baldoni, 96012 Avola (SR), Sicilia
- Via Enzo Baldoni, 97100 Ragusa, Sicilia
- Piazzale Enzo Baldoni, 92027 Licata (AG), Sicilia
- Piazza Enzo Baldoni, 65015 Montesilvano (PE)
- Via Enzo Baldoni, 20020 Nosate (MI)
- Rione Enzo Baldoni, quartiere Buco del Signore, 42123 Reggio Emilia

### Scuole dedicate a Enzo Baldoni
- Centro di Formazione Professionale - via Decio Azzolino, 15 00168 Roma (RM), Lazio[14][15]

## Tributi

### Canzoni dedicate a Enzo Baldoni
- Inferno Baghdad (A Enzo Baldoni) di Andrea Papetti
- Zolletta (Lettera a Enzo G. Baldoni) di Alessio Lega
- Occhiali rotti di Samuele Bersani
- Prendere e partire dei Gang